# Måreväxter
Måreväxter (Rubiaceae) är en stor växtfamilj med omkring 600 släkten och mer än 10 000 arter, varav flera är medicinalväxter.

## Kännetecken
Måreväxter är ett släkte av ett- eller fleråriga örter, i varmare delar av världen även buskar och träd, med korsvis motsatta, skenbart kransställda blad och ett varierande antal bladlika stipler. Blommorna är vanligen små och gula eller vita. Frukten är oftast en tvådelad klyvfrukt, där delfrukterna liknar nötter eller stenfrukter. Även riktiga stenfrukter, liksom bär och kapslar förekommer.

## Undersläkten
Tre undersläkten är allmänt accepterade:
- Cinchonidinae - med pantropisk utbredning.
- Ixoridinae - med pantropisk utbredning.
- Rubioideae - de är vanligen örter och förekommer i hela världen.

## Utbredning
Måreväxter finns över hela världen. I Sverige förekommer tre släkten, måresläktet (Galium), färgmåresläktet (Asperula) och maddsläktet (Sherardia).

## Användning
En ekonomiskt viktig medlem i måreväxter är kaffesläktet (Coffea). Familjen innehåller även en lång rad prydnadsväxter.

## Galleri

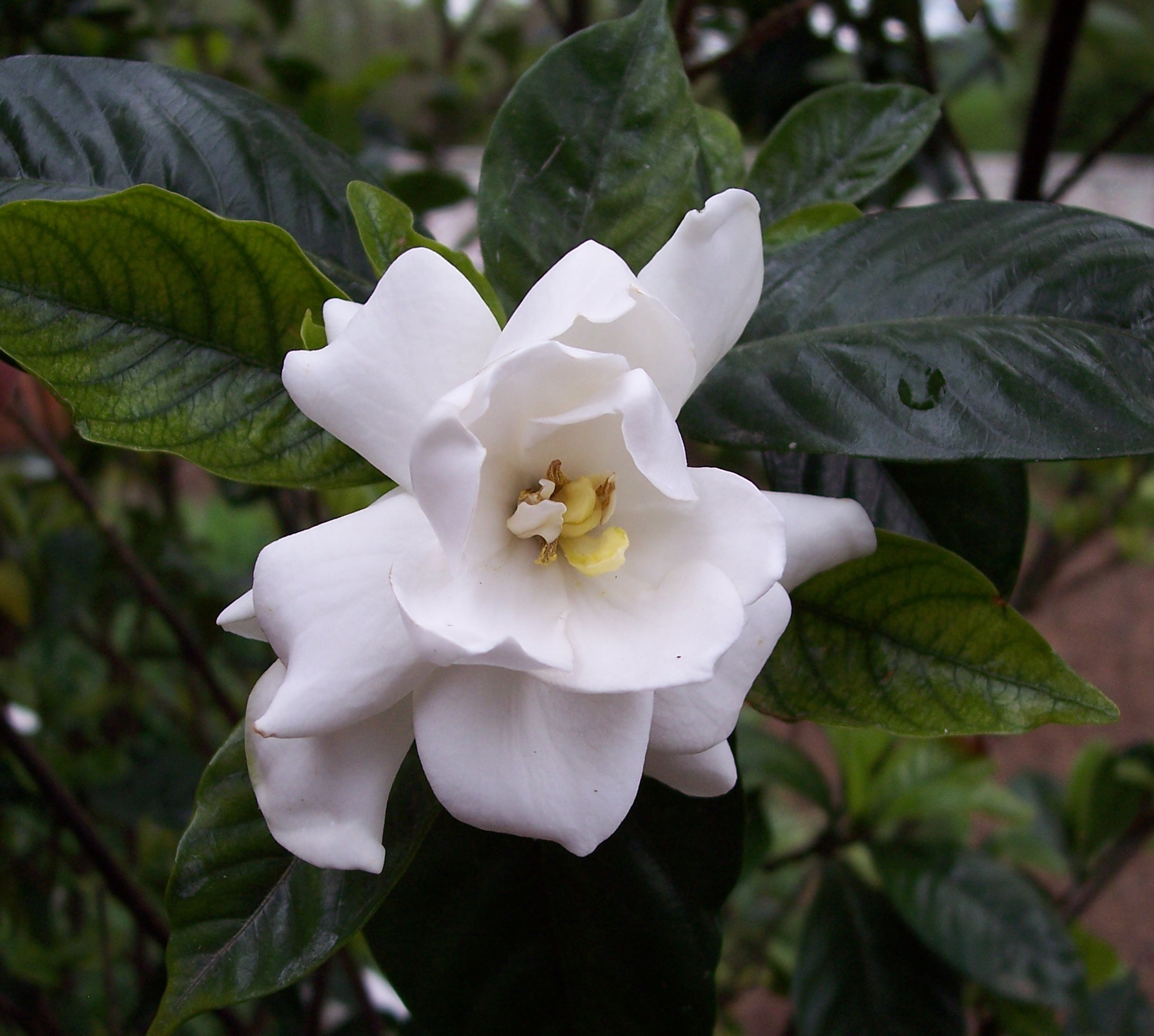
Gardenia (Gardenia jasminoides)
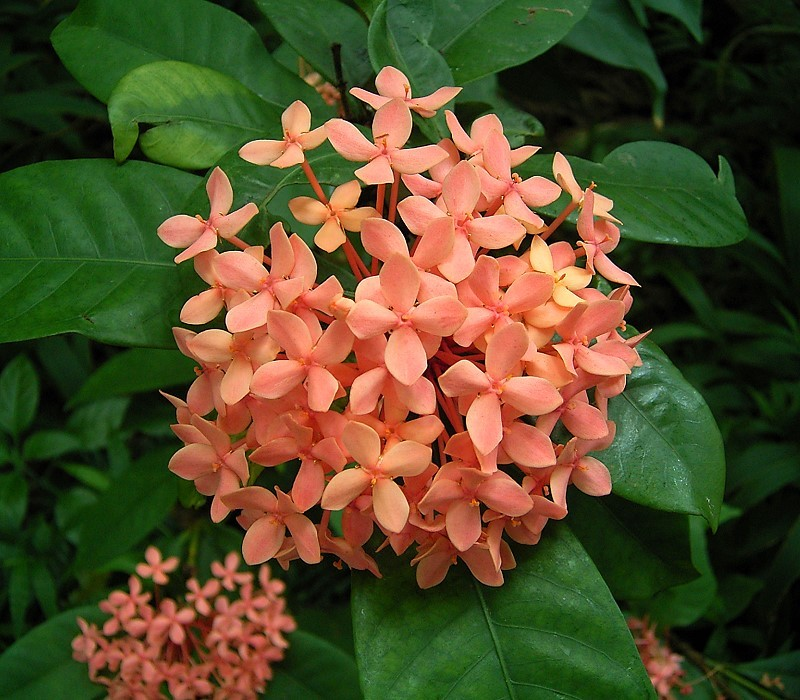
Eldboll (Ixora coccinea)
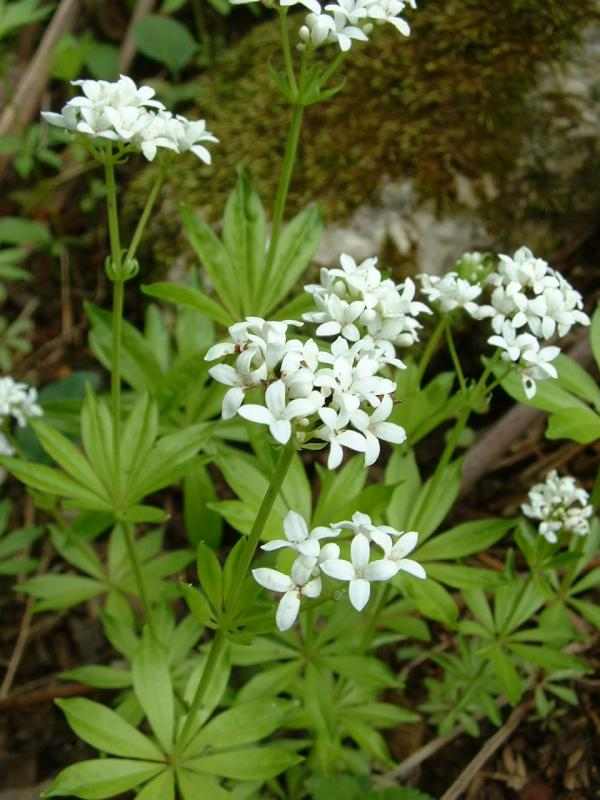
Myskmadra (Galium odoratum)